# Siebenbürgisch-Deutsches Wochenblatt
Das Siebenbürgisch-Deutsche Wochenblatt war eine österreichisch-ungarische Wochenzeitung, die von 1868 bis 1873 in Hermannstadt erschien. Sie erschien im Verlag von Josef Drotleff, dessen gleichnamiger Sohn (1839–1929) die Redaktion leitete. Nachfolger der Wochenzeitung war ab 1874 das täglich erscheinende Siebenbürgisch-Deutsche Tageblatt.